# “C” Is for (Please Insert Sophomoric Genitalia Reference HERE)
“C” Is For (Please Insert Sophomoric Genitalia Reference HERE) es un EP de Puscifer, el proyecto en solitario del músico Maynard James Keenan, vocalista de las bandas Tool y A Perfect Circle. El EP contiene cuatro canciones inéditas hasta el momento de su lanzamiento y dos canciones grabadas en vivo durante el tour del año 2009 del álbum “V” Is for Vagina. “C” Is For (Please Insert Sophomoric Genitalia Reference HERE) ha vendido más de diez mil copias.

## Lanzamiento
Antes del lanzamiento de este álbum, se realizó el sencillo de la canción «The Mission (M is For Milla Mix)», El videoclip de la misma fue publicado durante el mes de octubre de 2009. La pista «Polar Bear» fue transmitida en el MySpace y en el sitio web de la banda en las semanas previas al lanzamiento del EP.
“C” Is For (Please Insert Sophomoric Genitalia Reference HERE) fue lanzado a la venta el día 10 de noviembre de 2009 por vía digital, distribuido por Amazon y por iTunes.
El EP salió a la venta en una versión física el día 7 de septiembre de 2010. La versión en vinilo contiene además dos pistas extras.

## Lista de canciones
| Formato digital y físico |                                                                                    |          |  |
| N.º                      | Título                                                                             | Duración |  |
| 1.                       | «Polar Bear» (M. Keenan, J. Eustis, M. Mitchell, T. O'Callaghan)                   | 4:02     |  |
| 2.                       | «The Mission (“M” is For Milla Mix)» (M. Keenan, D. Lohner, M. Jovovich)           | 3:43     |  |
| 3.                       | «Momma Sed (Alive at Club Nokia)» (M. Keenan, T. Commerford, B. Wilk, J. Polonsky) | 6:13     |  |
| 4.                       | «Vagina Mine (Alive at Club Nokia)»                                                | 5:08     |  |
| 5.                       | «Potions (Deliverance Mix)» (M. Keenan, T. Reznor, M. Mitchell)                    | 4:35     |  |
| 6.                       | «The Humbling River» (M. Keenan, M. Mitchell, T. Alexander, Carina Round)          | 5:05     |  |

| Edición en vinilo |                                                                                              |          |  |
| N.º               | Título                                                                                       | Duración |  |
| 1.                | «Polar Bear» (M. Keenan, J. Eustis, M. Mitchell, T. O'Callaghan)                             | 4:02     |  |
| 2.                | «Potions (Deliverance Mix)» (M. Keenan, T. Reznor, M. Mitchell)                              | 4:35     |  |
| 3.                | «The Humbling River (Nagual del Judith Mix)» (publicada luego en Sound into Blood into Wine) | 5:01     |  |
| 4.                | «Vagina Mine (Alive at Club Nokia)»                                                          | 5:08     |  |
| 5.                | «The Mission (“M” is For Milla Mix)» (M. Keenan, D. Lohner, M. Jovovich)                     | 3:43     |  |
| 6.                | «Trekka (Spaghetti Trekka Mix)» (Inédita hasta su lanzamiento)                               | 3:11     |  |
| 7.                | «The Humbling River» (M. Keenan, M. Mitchell, T. Alexander, Carina Round)                    | 5:05     |  |
| 8.                | «Trekka Dub»                                                                                 | 5:01     |  |
| 9.                | «Momma Sed (Alive at Club Nokia)» (M. Keenan, T. Commerford, B. Wilk, J. Polonsky)           | 6:13     |  |

## Personal
- Maynard James Keenan – Voz
- Milla Jovovich - Coros
- Tim Alexander – Batería
- Juliette Commagere - Coros, guitarra acústica
- Joshua Eustis – Piano, teclado
- Jeff Friedl - Batería
- Devo Keenan – Coros
- Danny Lohner - Programación
- Matt Mcjunkins - Bajo
- Mat Mitchell – Bajo, guitarra, programación
- Tanya O'Callaghan - Bajo
- Jonny Polonsky – Guitarra, Banjo, Mandolina
- Carina Round - Additional Vocals
- Andy Savours – Mixing
- Michael Patterson – mixing
- Gil Sharone – Batería
- Rani Sharone – Bajo